# Adelophis copei
Espèce
Statut de conservation UICN

 VU B2ab(iii) : Vulnérable
Adelophis copei est une espèce de serpents de la famille des Natricidae.

## Répartition
Cette espèce est endémique du Mexique. Elle se rencontre dans les zones humides des États de Jalisco, de Guanajuato et de Morelos.

## Protection
Il est menacé par l'agriculture. Le Mexique a mis en place des lois nationales protégeant cette espèce.

## Étymologie
Cette espèce est nommée en l'honneur de Edward Drinker Cope.

## Publication originale
- Dugès, 1879 in Cope, 1879 : Eleventh contribution to the herpetology of tropical America. Proceedings of the American Philosophical Society, vol. 18, p. 261–277 (texte intégral).